# Hans von Eisdorf

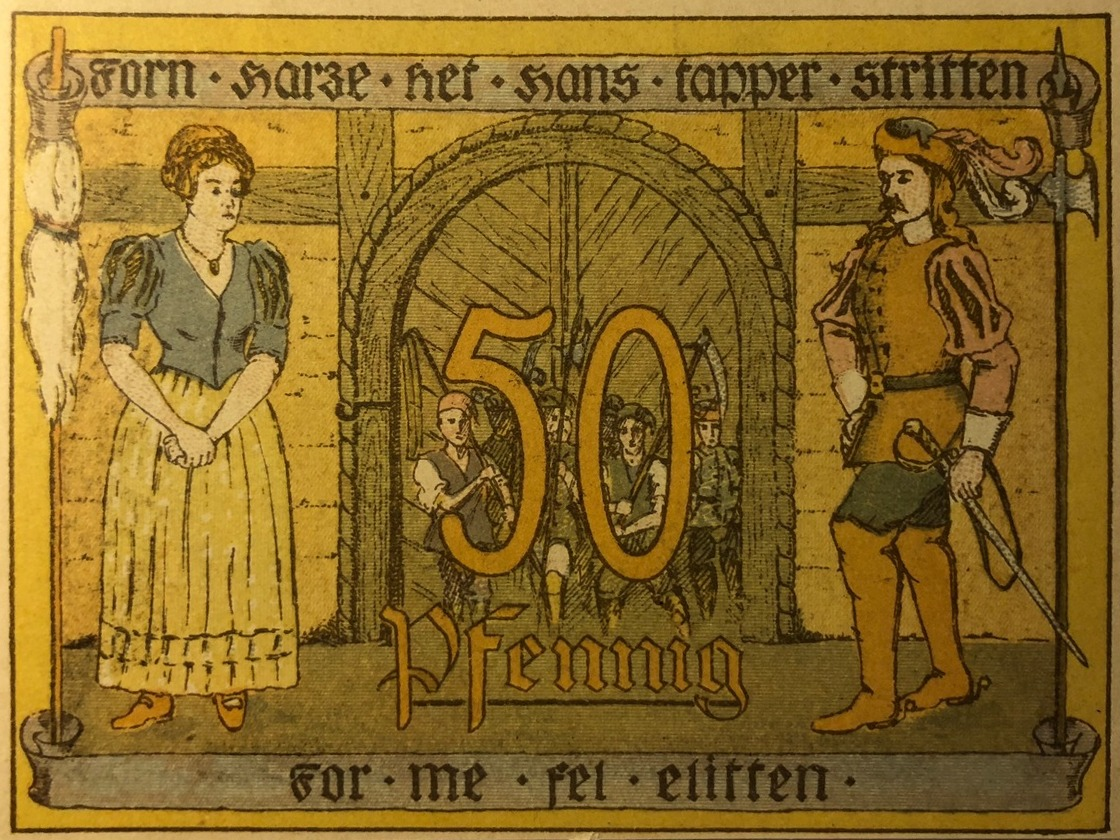
Hans von Eisdorf auf einem Notgeldschein aus Osterode am Harz

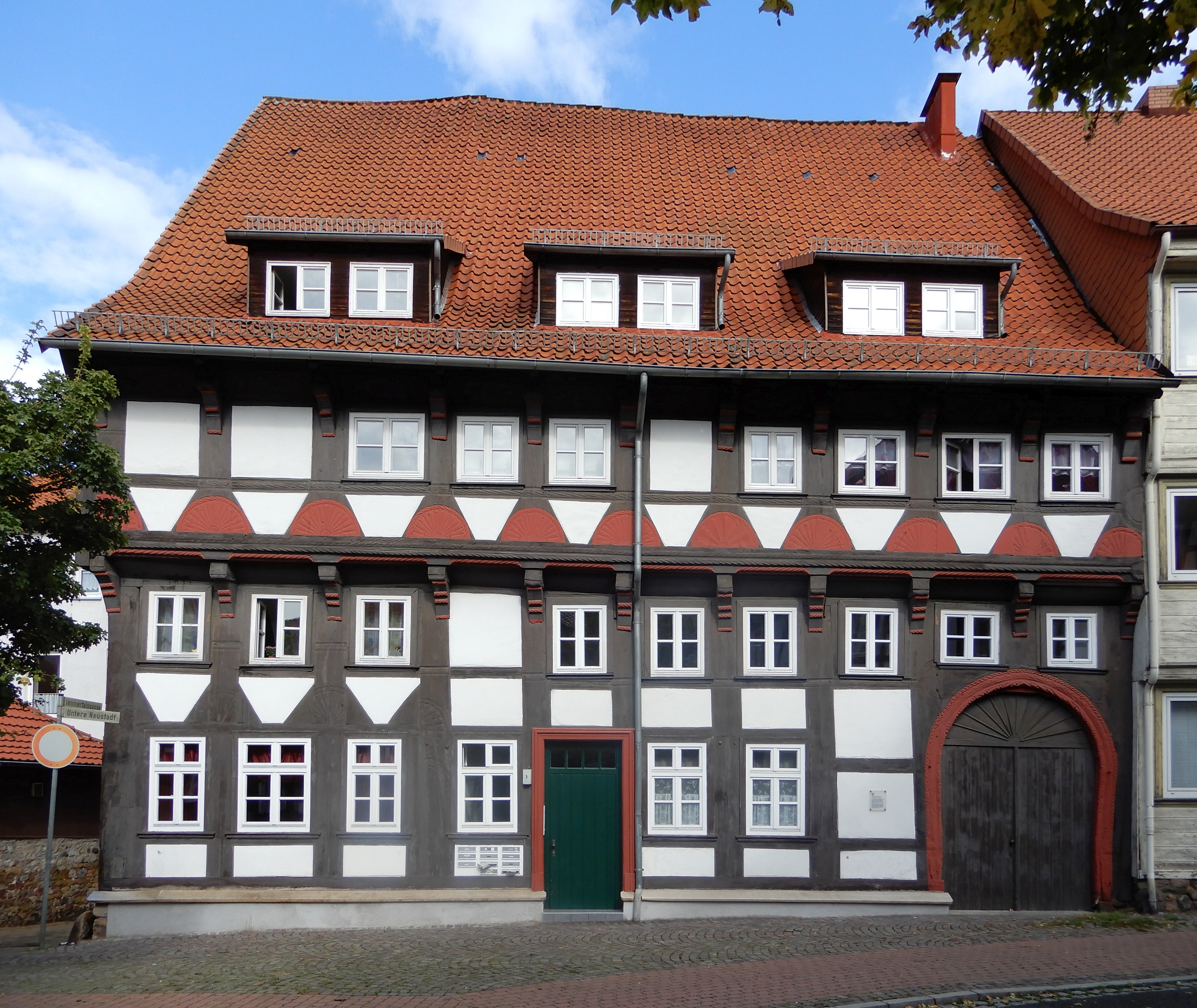
Gebäude des damaligen Wirtshauses „Bierkrug“ in Osterode am Harz, an oder in dem Hans von Eisdorf festgenommen worden sein soll

Hans Warnecke von Eisdorf (* in Ammensen; † 1628) war in der Zeit des Dreißigjährigen Krieges ein Schnapphahn und Harzschütz. Er wird als ruchloser Mann beschrieben, der sich von seinen Landsleuten absonderte. Das Kriegshandwerk erlernte er unter Joachim von Carpzov.

## Taten
Hans von Eisdorf sammelte um sich eine Bande, mit der er sich oft in Höhlen aufhielt. Auch die Burg Lichtenstein oder ihre Ruine soll als Unterschlupf gedient haben. Sein Rang unter den Harzschützen wird als der eines damaligen Obristen bezeichnet. Vermutlich war hier unter dieser Bezeichnung jedoch nur die Stellung eines Anführers gemeint. Seine Bande richtete großen Schaden in Osterode und Umgebung an. Am 26. Juli 1627 rückten etwa 250 Harzschützen unter dem Kommando mehrerer Anführer, darunter Hans von Eisdorf, zu Fuß und zu Pferd in die Stadt Zellerfeld ein. Danach konnten sich die Harzschützen den gegnerischen Truppen, von denen sie verfolgt wurden, unangefochten entziehen. Im Juli 1627 trieb die Bande um Hans von Eisdorf der Stadt Gandersheim über 100 Kühe weg und entführte einige Bürger. Danach verlangten sie 1000 Taler Lösegeld.
Durch Verhandlungen wurde das Lösegeld auf 350 Taler gesenkt. Die Bande verlangte daraufhin ein Schutzgeld und drohte der Stadt mit Überfall, Raub und Brandstiftung. Am 14. kehrten die Räuber nach Gandersheim zurück. Dort nahmen sie eine Herde Schweine an sich und erschossen dabei einen Bürger.
Kurz vor Pfingsten 1627 schickte Hans von Eisdorf der Stadt Osterode einen Fehdebrief. Er lagerte mit seinen Mitstreitern vor dem Dorf Freiheit, wo er raubte. Deshalb wurde er von den Osterodern verfolgt.
Harzschützen um Hans von Eisdorf verschleppten und erschlugen am Pfingstmontag 1627 bei Lasfelde den Osteröder Einheimischen Andreas Segelken, da dieser einmal mit den Fäusten auf Hans eingeschlagen hatte.
Zwei Tage später zogen sie über das Dorf Freiheit nach Osterode und lagerten auf einem Hügel, von wo aus sie Nahrungsmittel (Brot, Bier, Wein etc.) von der Stadt holen ließen und im Aufbruch Pferde, Kühe und Schafe mitnahmen, die ihnen jedoch von nacheilenden Bürgern wieder abgenommen wurden. Am 15. Juni 1627 schrieb Graf Solms dem Stadtrat von Einbeck mit der Bitte, die guten Patrioten und Wertverteidiger des Vaterlandes, wie er die Harzschützen beschrieb, welche bisher in Einbeck Aufenthalt und Sicherheit genossen hatten und festgenommen worden waren, freizulassen. Bald darauf beraubten Harzschützen in Einbeck den kaiserlichen Commissarius  Johann Möller, worauf der Graf von Fürstenberg, der gerade von der Eroberung Northeims kam, zwei Kompanien Soldaten abstellte, um Osterode und Einbeck zu sichern und sicherzustellen, dass die Städte ihre Wehrtürme besetzten und den Harzschützen keinen Vorschub leisteten. Dabei mussten die beiden Städte selbst für die Verpflegung der Soldaten aufkommen und Geld als Beitrag zahlen.

## Festnahme und Hinrichtung
Die Festnahme von Hans von Eisdorf erfolgte bei einem Jahrmarkt in Osterode. Aufgrund der geltenden Jahrmarktsfreiheit hatte er sich in die Stadt getraut, „Wohl, um es den Osterödern zu zeigen, tat er sich mit einem Marktbesuch hervor.“ Mit seinen Verbündeten zechte er im Wirtshaus. Um drei Uhr musste er aus der Stadt sein, da um diese Zeit die Jahrmarktsfreiheit auslief. Zum Hergang seiner Festnahme gibt es zwei unterschiedliche Versionen:
- Das Gericht verstellte die Uhr in der Wirtsstube, wodurch Hans von Eisdorf und seine Verbündeten über die geltende Uhrzeit im Unklaren waren. Er und seine Mitstreiter wurden festgenommen.[2]
- „Aber die Städter stellten ihm eine Falle; sie brachen den Markt – wider alle Regeln – eher ab, was sie durch den weithin schallenden Klang der Glocken der Marktkirche verkündeten. In derselben Minute war Hans von Eisdorf vogelfrei. Ein paar kräftige Männer fielen jäh über ihn her und entwaffneten ihn.“[1]

Nach der Festnahme überstellten ihn die Osteröder Bürger dem Celler Herzog. In Harzsagen, Band 1, heißt es dazu: „Nach einiger Zeit ward von den Gerichte dat Urtheil fällt, dat hei solle von veier Ochsen in vier Deele reten werden.“
In Celle soll er gevierteilt worden sein.
Anderthalb Jahre nach der Hinrichtung Hans von Eisdorfs erzählten Söldner aus Holland, ehemalige Kriegskameraden von Hans Warnecke, dass sie ihn wohlbehalten in Holland angetroffen hätten. Hans von Eisdorf würde dort gegen die Spanier kämpfen. Er habe einen Eid geleistet, nie wieder in seine Heimat zurückzukehren.

## Legenden
Über Hans von Eisdorf wurden mehrere Legenden verbreitet. So soll er eine Nonne edlen Geschlechts aus Katlenburg entführt haben, deren Verwandte versucht haben sollen, sich dann an ihm zu rächen. Angeblich entfloh Hans seinen Gegnern zu Ross durch eine Steinpforte aus einer belagerten Veste, wobei sein Ross einen Abhang hinuntersprang und zerschmetterte. Hans von Eisdorf soll unverletzt geblieben sein und seine Flucht zu Fuß fortgesetzt haben.
Eine weitere Legende besagt, er sei kugelfest gewesen. Zwei Jäger sollen auf Hans von Eisdorf geschossen haben, worauf dieser sie bannte und er die abgeschossenen Kugeln aus einer Tasche hervorgezogen und an sie zurückgegeben haben soll. Als einer der Jäger später mit einem Matthier, einer Münze mit eingeprägtem Bild des heiligen Matthias, auf ihn schoss, soll selbst diese Munition wirkungslos von ihm abgeprallt sein.
Über seine Festnahme und Verurteilung gibt es ebenfalls Legenden. So soll Hans in einer Wirtsstube auf den Scharfrichter getroffen sein. Dieser war stärker als er und bannte ihn. Hans von Eisdorf wurde daraufhin mithilfe der Ochsen hingerichtet.
Sein Geist soll noch immer an verschiedenen Stellen nach seinen vergrabenen Körperteilen suchen.
Seinem Pferd hatte er die Hufeisen verkehrt herum angeschlagen, sodass sich seine Verfolger in seiner Reitrichtung irrten. Auch hatte er Filzüberschuhe, die er seinem Pferd anzog, um keine Spur zu hinterlassen. Seine Stiefel hatten angeblich die Hacken unter den Zehen.
Die Städter rollten bei seiner Festnahme in der Kneipe Bierfässer in die Stube und auf ihn zu, um ihn überwältigen zu können, da er seinen Degen gezogen hatte.
Angeblich schlief er nie zweimal nacheinander am gleichen Ort.

## Rezeption
1921 erschien ein Osteroder Notgeldschein zu 50 Pfennig mit der Darstellung Hans von Eisdorfs.
Im Bad Grundner Ortsteil Eisdorf ist eine Straße nach ihm benannt.